# Людвіг Рютімер
(Карл) Людвіг Рютімер (26 лютого 1825, Біглен, кантон Берн — 25 листопада 1895, Базель) — швейцарський зоолог, анатом і палеонтолог, якого вважають одним із батьків археозоології.

## Кар'єра
Рютімер навчався в Бернському університеті. Перш ніж перейти на медицину, він почав вивчати теологію. Додаткові дослідження в Парижі, Лондоні та Лейдені були природничими. Зрештою, він отримав диплом у Берні, ставши професором зоології та порівняльної анатомії в Базельському університеті. Сферою спеціалізації була вимерла фауна Швейцарії. Іншою областю була історія різних видів ссавців. Його робота в галузі зооархеології включала доповідь 1861 року про залишки риб і одомашнених тварин із поселень швейцарських палефітів.
Рютімер був прихильником еволюції, але відкидав природний відбір і дотримувався антиматеріалістичних поглядів. У 1860-х роках після своїх досліджень зубів ссавців він помістив викопні ссавці в деякі з перших еволюційних ліній. Рютімер написав рецензію на підтримку «Походження людини» Чарльза Дарвіна та захищав ідеї Дарвіна. Однак Ернст Геккель описав Рютімера як «напівдарвініста» і критикував його за антиматеріалістичні погляди. Рютімер був прихильником неоламаркіанської еволюції.
У 1868 році він був першим вченим, який розкритикував малюнки ембріонів Геккеля, які використовувалися як обґрунтування для розвитку теорії рекапітуляції.
У 1869 році він був обраний членом Американського філософського товариства.

## Друковані праці
- Lebende und fossile Schweine, 1857
- Beiträge zur Kenntniss der fossilen Pferde, 1863 and 1878
- Die Rinder der Tertiärepoche, 1878
- Crania helvetica, 1864
- Die Grenzen der Thierwelt, 1868
- Beiträge zur Naturgeschichte der Hirschfamilie, 1882